# Alekseevsky (huyện của Samara)
Huyện Alekseevsky (tiếng Nga: ? райо́н) là một huyện hành chính tự quản (raion), của Tỉnh Samara, Nga. Huyện có diện tích 1926 km². Trung tâm của huyện đóng ở Alekseyevka.